# Liste der Biografien/Bouk
Liste der Biografien |
Portal Biografien |
Personensuche
# |
A |
B |
C |
D |
E |
F |
G |
H |
I |
J |
K |
L |
M |
N |
O |
P |
Q |
R |
S |
T |
U |
V |
W |
X |
Y |
Z |
?
 
Ba |
Be |
Bd |
Bg |
Bh |
Bi |
Bj |
Bl |
Bm |
Bn |
Bo |
Br |
Bs |
Bu |
Bw |
By |
Bz
 
Boa–Boc |
Bod |
Boe |
Bof |
Bog |
Boh |
Boi–Bok |
Bol |
Bom |
Bon |
Boo |
Bop |
Boq |
Bor |
Bos |
Bot |
Bou |
Bov–Boz
 
Boua |
Boub |
Bouc |
Boud |
Boue |
Bouf |
Boug |
Bouh |
Boui |
Bouj |
Bouk |
Boul |
Boum |
Boun |
Boup |
Bouq |
Bour |
Bous |
Bout |
Bouu |
Bouv |
Bouw |
Boux |
Bouy |
Bouz
Die Liste der Biografien führt alle Personen auf, die in der deutschsprachigen Wikipedia einen Artikel haben. Dieses ist eine Teilliste mit 19 Einträgen von Personen, deren Namen mit den Buchstaben „Bouk“ beginnt.

## Bouk

### Bouka
- Boukadoum, Sabri (* 1958), algerischer Diplomat und Staatsmann
- Boukamoum, Nacera (* 1971), algerische Skirennläuferin
- Boukamoun, Ali (* 1972), algerischer Skirennläufer
- Boukar, Alioum (* 1972), kamerunisch-türkischer Fußballspieler

### Bouke
- Boukemia, Rayane (* 1992), französischer Fußballspieler
- Boukemouche, Saber (* 1992), algerischer Leichtathlet
- Boukensa, Tarek (* 1981), algerischer Mittelstreckenläufer

### Boukh
- Boukhalfa, Carlo (* 1999), deutscher FußballspielerCarlo Boukhalfa (* 1999)

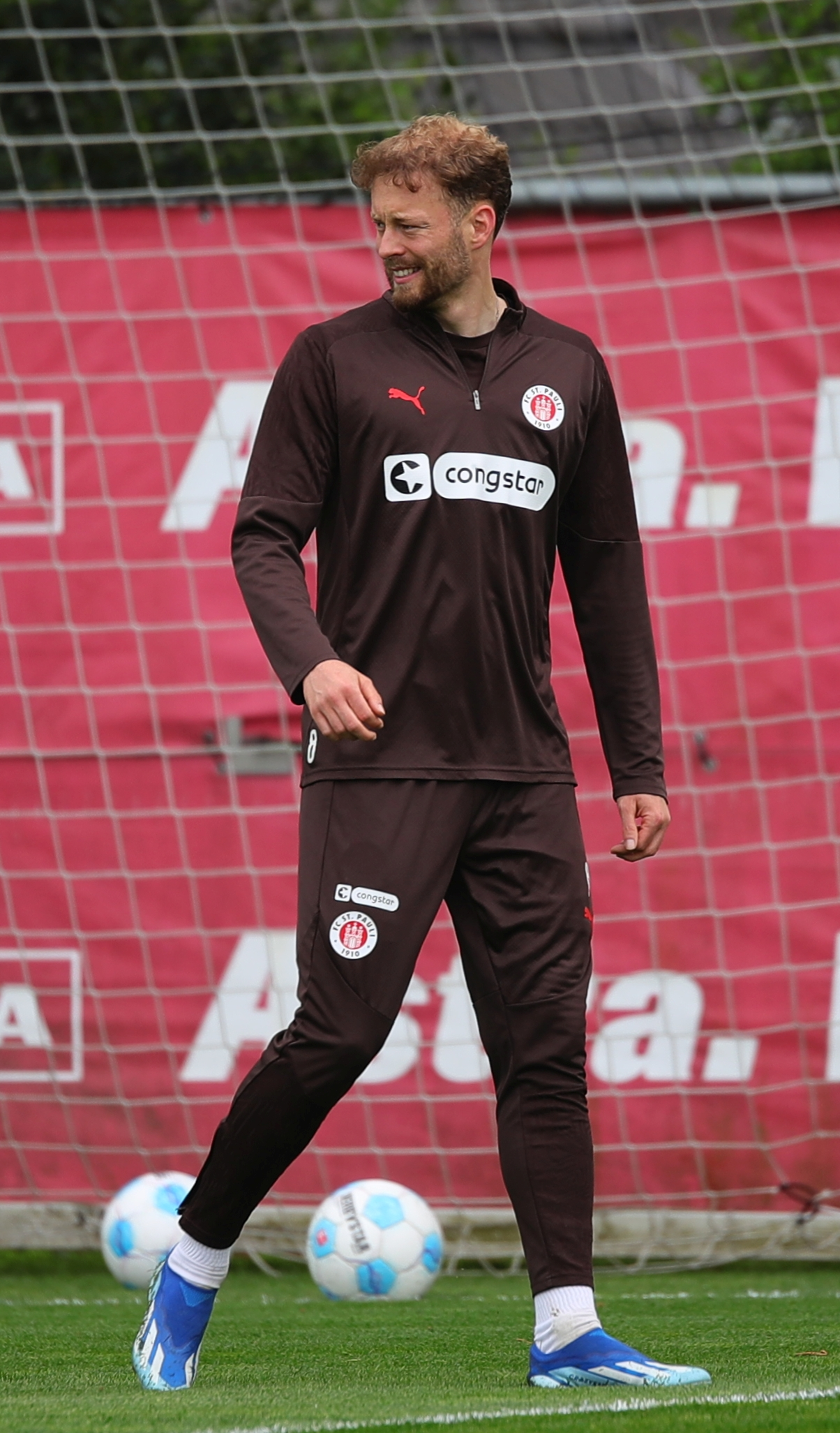
Carlo Boukhalfa (* 1999)

- Boukhiam, Ramzi (* 1993), marokkanischer Surfer
- Boukhobza, Chochana (* 1959), französische Schriftstellerin jüdischer Herkunft

### Boukl
- Boukli, Shirine (* 1999), französische Judoka

### Boukm
- Boukman, Dutty († 1791), Anführer des ersten entscheidenden Sklavenaufstandes 1791 in Saint-Domingue, heute Haiti

### Boukn
- Bouknight, James (* 2000), US-amerikanischer Basketballspieler

### Bouko
- Boukoura-Altamoura, Eleni (1821–1900), griechische Malerin
- Boukouras, Efstathios, griechischer Politiker
- Boukouvala, Ioulieta (* 1983), griechische Judoka
- Boukovinas, Petros (* 1994), griechischer Handballspieler

### Boukp
- Boukpeti, Benjamin (* 1981), französisch-togoischer Kanute

### Boukt
- Bouktit, Sarah (* 2002), französische Handballspielerin